# انتخابات ریاست‌جمهوری روسیه (۲۰۱۸)
انتخابات ریاست‌جمهوری روسیه در ۱۸ مارس ۲۰۱۸ برگزار شد. ولادیمیر پوتین توانست با کسب حدوداً ۷۷٪ از آرای عمومی با فاصلهٔ زیادی از رقبای خود در انتخابات پیروز شود؛ لذا دور دوم برگزار نشد. انتخابات بعدی در سال ۲۰۲۴ برگزار خواهد شد.
ولادیمیر پوتین در ۶ دسامبر ۲۰۱۷ اعلام کرده بود قصد دارد بار دیگر در انتخابات شرکت کند تا برای بار چهارم به ریاست‌جمهوری برگزیده شود. بر اساس نظرسنجی‌ها وی بیشترین شانس انتخاب شدن را در اختیار داشت. رتبهٔ وی در همهٔ نظرسنجی‌ها بیش از ۴۰٪ و گاهی حتی بسیار بیشتر از این رقم بود.
نامزدهای دیگر نظیر پاول گرودینین از حزب کمونیست و ولادیمیر ژیرینفسکی از حزب لیبرال دموکراتیک بودند. الکسی ناوالنی به خاطر محکومیت قبلی از نامزدی در انتخابات منع شد.

## پیش‌زمینه
رئیس‌جمهور روسیه از طریق یک انتخابات مستقیم برای یک دورهٔ شش ساله انتخاب می‌شود. این دوره پیش از این چهار سال بود تا اینکه در سال ۲۰۰۸ در زمان ریاست‌جمهوری دیمیتری مدودف به شش سال افزایش یافت. بنابر مادهٔ ۸۱ قانون اساسی فدراسیون روسیه، نامزد ریاست‌جمهوری باید دستکم ۳۵ سال داشته باشد و در طول ۱۰ سال گذشته به‌طور ثابت ساکن این کشور بوده باشد. رئیس‌جمهور نمی‌تواند بیش از دو دوره پشت سر هم به این مقام انتخاب شود. احزابی که در دومای دولتی حضور دارند می‌توانند یک نامزد معرفی کنند در حالی که احزاب خارج از پارلمان باید برای حضور در انتخابات حداقل ۱۰۵٬۰۰۰ امضا برای نامزد خود جمع‌آوری کنند. نامزدهای مستقل باید دستکم ۳۱۵٬۰۰۰ امضا جمع کنند به این شکل که نباید از این میزان، ۷٬۵۰۰ امضا مربوط به یکی از واحدهای فدرال روسیه باشد. همچنین این نامزدها باید تشکلی شامل ۵۰۰ عضو نیز ایجاد کنند. روند نامزدی در طول تعطیلات زمستانی روسیه آغاز شد و در روز ۳۱ ژانویه ۲۰۱۸ به پایان رسید. این روز آخرین مهلت برای ارسال امضاهای جمع‌آوری‌شده بود.

### تغییر تاریخ
دو سناتور به نام‌های آندری کِلیشاس و آناتولی شیروکوف در ۳ مارس ۲۰۱۷ پیش‌نویس متممی به قانون انتخابات را ارائه کردند. یکی از مواد این متمم ناظر بر این بود که روز انتخابات از دومین یکشنبهٔ مارس به سومین یکشنبهٔ این ماه منتقل شود یعنی در این دوره از ۱۱ مارس به ۱۸ مارس ۲۰۱۸ انتقال یابد. بنابر مادهٔ ۵، بند ۷ از قانون فدرال روسیه به شمارهٔ 19-FZ «اگر یکشنبه‌ای که قرار است انتخابات ریاست‌جمهوری در آن برگزار شود منطبق با روزی شود که پیش از یک روز تعطیل عمومی است، یا اینکه آن یکشنبه در هفته‌ای واقع شود که یک تعطیلی عمومی در آن قرار دارد یا اینکه این یکشنبه یک روز کاری اعلام شده باشد، انتخابات به یکشنبهٔ بعدی موکول می‌شود.» دومین هفتهٔ مارس ۲۰۱۸ شامل روز بین‌المللی زنان (۸ مارس) است که در روسیه یک تعطیلی عمومی است. این طرح بدون معطلی در مه ۲۰۱۷ در مجلس دومای دولتی و شورای فدراسیون روسیه به تصویب رسید و در ۱ ژوئن به امضای ولادیمیر پوتین رسید. در ۱۵ دسامبر ۲۰۱۷، مجلس علیای مجلس فدرال، رسماً اعلام کرد ۱۸ مارس، روز انتخابات ریاست‌جمهوری خواهد بود و بدین ترتیب روند ثبت‌نام و تبلیغات نامزدها به‌طور رسمی آغاز شد. ۱۸ مارس از جنبهٔ دیگری نیز اهمیت دارد چون این روز چهارمین سالگرد الحاق کریمه به فدراسیون روسیه است.

### روند نامزدی

#### دسترسی آزاد
احزاب سیاسی که در دومای دولتی یا دیگر دستگاه‌های مقننه نماینده دارند می‌توانند یک نفر را بدون جمع‌آوری امضا به عنوان نامزد ریاست‌جمهوری معرفی کنند به این شرط که توانسته باشند در قوه مقننه دستکم نمایندگی یک سوم از واحدهای فدرال روسیه را کسب کرده باشند. در انتخابات ۲۰۱۸ این احزاب می‌توانستند نامزد خود را بدون جمع‌آوری امضا معرفی کنند: حزب سکوی مدنی، حزب کمونیست فدراسیون روسیه، حزب لیبرال دموکراتیک روسیه، حزب روسیهٔ عادل، حزب رودینا و حزب روسیه واحد.
در ۱ ژوئیه ۲۰۱۷، الکسی ژوراولیوف رهبر حزب رودینا اعلام کرد حزب متبوعش فقط از ولادیمیر پوتین حمایت خواهد کرد. رفعت شیخ‌الدینف رهبر حزب سکوی مدنی نیز در ۱۱ دسامبر ۲۰۱۷ اعلام کرد که حزبش از پوتین حمایت می‌کند. سرگی میرونوف رهبر حزب روسیهٔ عادل در ۲۴ دسامبر ۲۰۱۷ حزبش نمی‌خواهد هیچ نامزدی برای انتخابات ریاست‌جمهوری معرفی کند کمی بعد میخائیل یملیانوف که از اعضای برجستهٔ این حزب است اعلام کرد که این حزب از نامزدی پوتین دفاع خواهد کرد.

#### نامزدی چالشی
افرادی که به احزابی تعلق دارند که هیچ کرسی‌ای در دومای دولتی ندارند باید ۱۰۵٬۰۰۰ امضا جمع کنند تا بتوانند نامزد انتخابات ریاست‌جمهوری بشوند در حالی که مستقل‌ها باید ۳۱۵٬۰۰۰ امضا جمع کنند و یک گروه متشکل از دستکم ۵۰۰ نفر کنشگر سیاسی سازماندهی نمایند. چندین تحلیل‌گر سیاسی نظیر ایرینا خاکامادا که سابقهٔ نامزدی ریاست‌جمهوری دارد در خصوص سخت بودن جمع‌آوری این تعداد امضا بدون حمایت احزاب سیاسی صحبت‌هایی کرد که در نهایت باعث شد بسیاری از افرادی که می‌خواستند به صورت مستقل نامزد انتخابات شوند از تصمیم خود صرف نظر کنند. این در حالی بود که الا پامفیلووا رئیس کمیسیون انتخابات گفته بود که شرایط نامزدی چالشی نسبت به قبل بسیار آسانتر شده چون که پیش از این افراد باید دستکم ۱ میلیون امضا جمع می‌کردند. وی پیش‌بینی کرده بود با این توصیفات، شمار نامزدها بسیار بیشتر از سال ۲۰۰۰ میلادی شود که ۱۱ نفر نامزد انتخابات ریاست‌جمهوری شده بودند اما پیش‌بینی او تحقق پیدا نکرد.

### انتخابات مقدماتی

#### حزب رشد
حزب رشد در ژوئیه ۲۰۱۷ اعلام کرد یک انتخابات مقدماتی درون‌حزبی برای تعیین نامزد ریاست‌جمهوری برگزار خواهد کرد. در این انتخابات چهار نامزد شرکت کردند: اوکسانا دمیتریوا، دمیتری پوتاپنکو، دمیتری مارینیچف و الکساندر هوروجی. رأی‌گیری از اوت تا نوامبر ۲۰۱۷ به صورت اینترنتی انجام شد.
دبیر مطبوعاتی این حزب در ۱۰ اوت ۲۰۱۷ به رسانه‌ها گفت نتیجهٔ این انتخابات در کنگرهٔ بعدیِ حزب مورد بررسی قرار خواهد گرفت اما برندهٔ آن الزاماً نمایندهٔ حزب در این انتخابات نخواهد بود.
حزب رشد در ۲۶ نوامبر همان سال اعلام کرد که بوریس تیتوف نامزد این حزب برای انتخابات ریاست‌جمهوری است. این در حالی بود که وی اصلاً در انتخابات مقدماتی حضور نداشت. توجیهی که از سوی یکی از مقامات این حزب اعلام شد این بود که هیچ‌یک از نامزدهای چهارگانه نتوانسته بودند حمایت کافی را از سوی رأی‌دهندگان به دست آورند.

#### جبهه چپ
جبههٔ چپ به رهبری سرگی اودالتسوف در ۲ نوامبر ۲۰۱۷ رأی‌گیری آنلاین برای تعیین نامزدی واحد برای جناح چپ را آغاز کرد. این انتخابات مقدماتی در دو مرحله انجام شد، مرحلهٔ اول از ۲ تا ۲۳ نوامبر و مرحلهٔ دوم از ۲۴ تا ۳۰ نوامبر.
مرحلهٔ اول شامل ۷۷ نامزد بود که بسیاری از آنها از چهره‌های احزاب و سازمان‌های سیاسی چپ‌گرا در روسیه بودند. افرادی نظیر پاول گرودینین، یوری بولدیرف، گنادی زوگانوف، سرگی میرونوف (که بعداً حامی پوتین در انتخابات شد)، سرگی گلازیف، زاخار پریلپین، ویکتور آنپیلوف، والری زورکین، ژورس آلفروف، سرگی بابورین (که بعدها نامزد حزب اتحاد مردم روسیه شد)، ناتالیا لیسیتسینا (که بعداً نامزد جبهه کارگران متحد روسیه شد)، ماکسیم سورایکین (که بعداً نامزد حزب کمونیست‌های روسیه شد) و غیره.
از میان این افراد، بولدیرف و گرودینین توانستند به دور بعد بروند. در دور دوم، گرودینین با کسب ۴٬۰۸۶ رأی (۵۸٫۴٪) به عنوان نامزد جبههٔ چپ برگزیده شود.
گرودینین در پایان دسامبر ۲۰۱۷ رسماً به عنوان نامزد حزب کمونیست معرفی شد.

#### نیروی سوم
بلوک نیروی سوم یک انتخابات مقدماتی میان نامزدهای ۱۰ حزب غیرپارلمانی برگزار کرد تا یکی را به عنوان نامزد معرفی کند. سازمان‌دهندگان اعلام کرده بودند که در نهایت نام چهار نامزد که بتوانند دیدگاه‌های متفاوت را نمایندگی کنند برای انتخابات اعلام می‌کند.
معرفی رسمی این نامزدها در روز ۳۰ اکتبر ۲۰۱۷ انجام شد. این نامزدها عبارت بودند از: آندری بوگدانف، آندری گتمانف، اُلگا اُنیشچنکو، اِستانیسلاو پولیشچاک، سراج‌الدین رمضانف، ایلدار رضیاپف، ویاچسلاو اسمیرنف، ایرینا وُلینتس و الکسی زُلُتوخین.
اما در نهایت این بلوک نتوانست نام یک برنده را اعلام کند و در نهایت همهٔ این نامزدها به جز الگا اُنیشچنکو اعلام کردند که در انتخابات شرکت خواهند کرد. با این حال کمی بعد همهٔ آنها از شرکت در انتخابات انصراف دادند.

## نتایج
کمیسیون انتخابات روسیه تا ساعت ۱۰:۳۰ به وقت مسکو میزان مشارکت در انتخابات را ۶۷٫۴۷٪ اعلام کرد.
| نامزد                                     | نامزد              | حزب                  | آرا        | ٪     |
| ----------------------------------------- | ------------------ | -------------------- | ---------- | ----- |
|                                           | ولادیمیر پوتین     | مستقل                | ۵۶٬۲۰۶٬۵۱۴ | ۷۶٫۶۹ |
|                                           | پاول گرودینین      | حزب کمونیست          | ۸٬۶۴۸٬۱۴۷  | ۱۱٫۷۷ |
|                                           | ولادیمیر ژیرینفسکی | حزب لیبرال دموکراتیک | ۴٬۱۵۱٬۰۶۳  | ۵٫۶۵  |
|                                           | کسینا سابچاک       | ابتکار مدنی          | ۱٬۲۲۶٬۱۴۵  | ۱٫۶۸  |
|                                           | گریگوری یاولینسکی  | یابلوکو              | ۷۶۵٬۱۲۲    | ۱٫۰۵  |
|                                           | بوریس تیتوف        | حزب رشد              | ۵۵۵٬۱۸۹    | ۰٫۷۶  |
|                                           | ماکسیم سورایکین    | کمونیست‌های روسیه     | ۴۹۸٬۵۷۵    | ۰٫۶۸  |
|                                           | سرگئی بابورین      | اتحاد کل مردم روسیه  | ۴۷۷٬۹۰۳    | ۰٫۶۵  |
| آرای سفید/باطله                           | آرای سفید/باطله    | آرای سفید/باطله      |            | –     |
| مجموع                                     |                    |                      |            |       |
| رأی‌دهندگان نام‌نویسی‌شده/مشارکت             |                    |                      |            |       |
| منبع: CEC , RBC (۶۲٫۷۴٪ از آرا شمارش شده) |                    |                      |            |       |

| آرای عمومی | آرای عمومی | آرای عمومی | آرای عمومی | آرای عمومی |
| ---------- | ---------- | ---------- | ---------- | ---------- |
|            |            |            |            |            |
| پوتین      | پوتین      |            | ۷۶٫۶۹٪     | ۷۶٫۶۹٪     |
| گرودینین   | گرودینین   |            | ۱۱٫۷۷٪     | ۱۱٫۷۷٪     |
| ژیرینفسکی  | ژیرینفسکی  |            | ۵٫۶۵٪      | ۵٫۶۵٪      |
| سابچاک     | سابچاک     |            | ۱٫۶۸٪      | ۱٫۶۸٪      |
| یاولینسکی  | یاولینسکی  |            | ۱٫۰۵٪      | ۱٫۰۵٪      |
| تیتوف      | تیتوف      |            | ۰٫۷۶٪      | ۰٫۷۶٪      |
| سورایکین   | سورایکین   |            | ۰٫۶۸٪      | ۰٫۶۸٪      |
| بابورین    | بابورین    |            | ۰٫۶۵٪      | ۰٫۶۵٪      |

## واکنش‌ها
چین نخستین کشوری بود که این نتایج را به پوتین تبریک گفت و وعدهٔ افزایش روابط به «سطح بالاتر» با روسیه را داد. دیگر کشورهایی که این نتایج را تبریک گفتند عبارتند از: جمهوری آذربایجان، ارمنستان، ازبکستان، اسرائیل، ایران، بلاروس، بلغارستان، بولیوی، تاجیکستان، ترکمنستان، ترکیه، جمهوری چک، ژاپن، سوریه، عربستان سعودی، قزاقستان، کوبا، گواتمالا، مجارستان، مصر، مولداوی، ونزوئلا و هند.
دولت‌های غربی در واکنش به نتایج انتخابات غالباً سکوت کردند چون در آن زمان روابط آنها با روسیه تحت تأثیر مسمومیت و مرگ سرگئی و یولیا اسکریپال و اتهام دخالت روسیه در انتخابات ۲۰۱۶ ایالات متحده و همچنین برخی مسائل دیگر قرار داشت. اتحادیه اروپا گفت که تخلفات و کمبودهای این انتخابات، استانداردهای بین‌المللی را به سخره گرفت. این در حالی بود که هوگان گیدلی، سخنگوی کاخ سفید گفت هیچ برنامه‌ای برای برقراری تماس تلفنی بین دونالد ترامپ و ولادیمیر پوتین به منظور تبریک انتخاب مجدد وی وجود ندارد.